# Gers (rivière)
Cet article possède un paronyme, voir Cher.
Pour les articles homonymes, voir Gers.
Pour l’article ayant un titre homophone, voir Ger.
Le Gers [ʒɛʁs] (en occitan gascon Gers [ˈʒers]) est une rivière du Sud-Ouest en France. Affluent rive gauche de la Garonne, le Gers coule dans les deux régions Nouvelle-Aquitaine et Occitanie, dans les trois départements français Gers, Lot-et-Garonne, et Hautes-Pyrénées. Il a donné son nom à un département : le Gers.

## Toponymie

### Nom du lieu
Le nom du Gers est prononcé le plus souvent [ʒɛʁs], ou plus rarement [ʒɛːʁ].

### Historique du nom du lieu
Ægirtius, de Egircio flumine, Gircius (VIe siècle), in flumine Gersio (817), ad Gerz (1200), Ercius, Hercius, Iers, Iersius, Iercius (XII-XIIIe siècle), lo Giers (XIIIe siècle), mais aussi, Aegyrcius (1200), Ercius (XIIIe siècle), Flumen de Gierris (1389), Layga deu Geers (1477).

### Interprétation et étymologie
Cet hydronyme préceltique serait d’origine et de sens inconnu et à rapprocher de Cier, affl. dr. du Gers au Pont de Gers, qualifié lui aussi d’hydronyme préceltique, sans précision d’origine . La diversité des formes graphiques du nom du Gers dans l’œuvre de Venance Fortunat et durant le Moyen Âge nous oriente vers un nom composé dont la seconde partie Ercius est identique au nom de l’Hers, riv., affl. de l'Ariège, qui prend sa source dans l'Ariège, à la fontaine du Drazet », et sert dans son cours supérieur de frontière entre les Ciuitates Tolosatium (Toulouse) et Narbonensium (Narbonne). *Arcium > Ercium > Hers. *Arcium semble bien correspondre à un type protoceltique ou même proto-indo-européen *ardi-, avec le sens de « pointe », « extrémité », « bord » que l’on retrouve dans le vieil irlandais aird, de même sens et le mot bas latin arcia, qui signifie « borne, frontière ».
Le Gers, quant à lui, prend sa source à la limite du territoire de la Ciuitas Ausciorum (Auch) et de la Ciuitas Convenarum (Comminges). Plusieurs lieux-dits portent ce nom et ne sont pourtant pas des hydronymes : Gers, à Balaguères (Ariège), à la limite du territoire de la Ciuitas Consorannorum (Couserans) avec celui de la Ciuitas Conuenarum (Comminges), à Saverdun (Ariège) à la limite du ci-devant diocèse de Mirepoix avec celui de Toulouse, un lieu-dit à la limite des communes d’Agnos et de Gurmençon (Pyrénées-Atlantiques), à Campan (Hautes-Pyrénées) à la limite du territoire du castrum de Turba (Tarbes)avec celui de la Ciuitas Convenarum (Comminges) et à Lourdes (Hautes-Pyrénées) à la limite du territoire du castrum de Turba (Tarbes) avec celui de la Ciuitas Benarnensium (Béarn) ; le lac de Gers, dans la Combe de Gers, au pied des frêtes de Gers à Samoëns (Haute-Savoie) à la limite du territoire de la Prouincia Uienniensis (Viennoise) avec celui de la Prouincia Alpium Graiarum et Pœninarum (Alpes Grées et Pénines) ; le Gers à Dravegny (Aisne), en bordure du territoire de la Ciuitas Suessionum (Suessions), en face d’Arcis-le-Ponsart, Arceium, commencement du XIe siècle (polypt. de S.-Remy), Arciacum, 1201 (cart. d'Igny, f° 233 r°), au sud de Fismes, Fines au IIIe s. (IA, 379, 7), de Finibus en 877 (Recueil des actes de Charles II le Chauve, roi de France. Tome 1 (840-860)), deux localités-frontières du territoire de la Ciuitas Remorum (Rèmes), à Ouveillan (Aude), à la limite du territoire de la Ciuitas Narbonensium (Narbonne) avec celui de la Ciuitas Beterrensium (Béziers), à Saint-Jean-Delnous (Aveyron), à la limite du territoire de la Ciuitas Rutenorum (Rutènes) et de la Ciuitas Albigensium (Albi), à Alles-sur-Dordogne (Dordogne) à l’extrémité du territoire communal situé dans un méandre de la Dordogne, à Bourg-Saint-Bernard (Haute-Garonne) à la limite du ci-devant diocèse de Toulouse avec celui de Lavaur, à Monties (Gers), à la limite du territoire de la Ciuitas Ausciorum (Auch) avec celui de la Ciuitas Tolosatium (Toulouse), à Fraissinet-de-Fourques (Lozère) à la limite du territoire de la Ciuitas Gabalorum (Gabales) avec celui de la Ciuitas Nemausensium (Nîmes), à Mazerolles (Pyrénées-Atlantiques) à la limite du territoire de la Ciuitas Benarnensium (Béarn) avec celui de la Ciuitas Aquensium (Dax), à Archigny (Vienne), peut-être une limite de pagus ; Giers à Saint-Etienne-de-Dévoluy (Hautes-Alpes) à la limite du territoire de la Ciuitas Deensium (Die) avec celui de la Ciuitas Uappencesium (Gap).
Dans Ægirtius (Gers), le second élément -ercius, « limite », est renforcé par un premier terme Æg-, Eg-, que l’on retrouve dans « l'Aigronne, ruisseau prenant sa source à Paulnay et se jetant dans la Claise au Grand-Pressigny (Indre-et-Loire), Engronne 1722, Egronne Cassini (1925 E-2025 O) », un type *icoranda, où *ico-, marque d’appartenance, est un dérivé une base indo-européenne avec *ēĝ-, « je, moi », à l’origine du latin ego, du grec ancien ἐγώ / egố, du germanique *ik-, tous de même sens ; ou sino-caucasienne, avec un élément *k-, « je », peut-être à l’origine du basque gu, « nous » ou encore afro-asiatique avec l’étymon *aku-, « je » (cf. l’article sur l’étymon *iko-). Gers est un type *Icoarcium probablement d’origine indo-européenne.

## Géographie

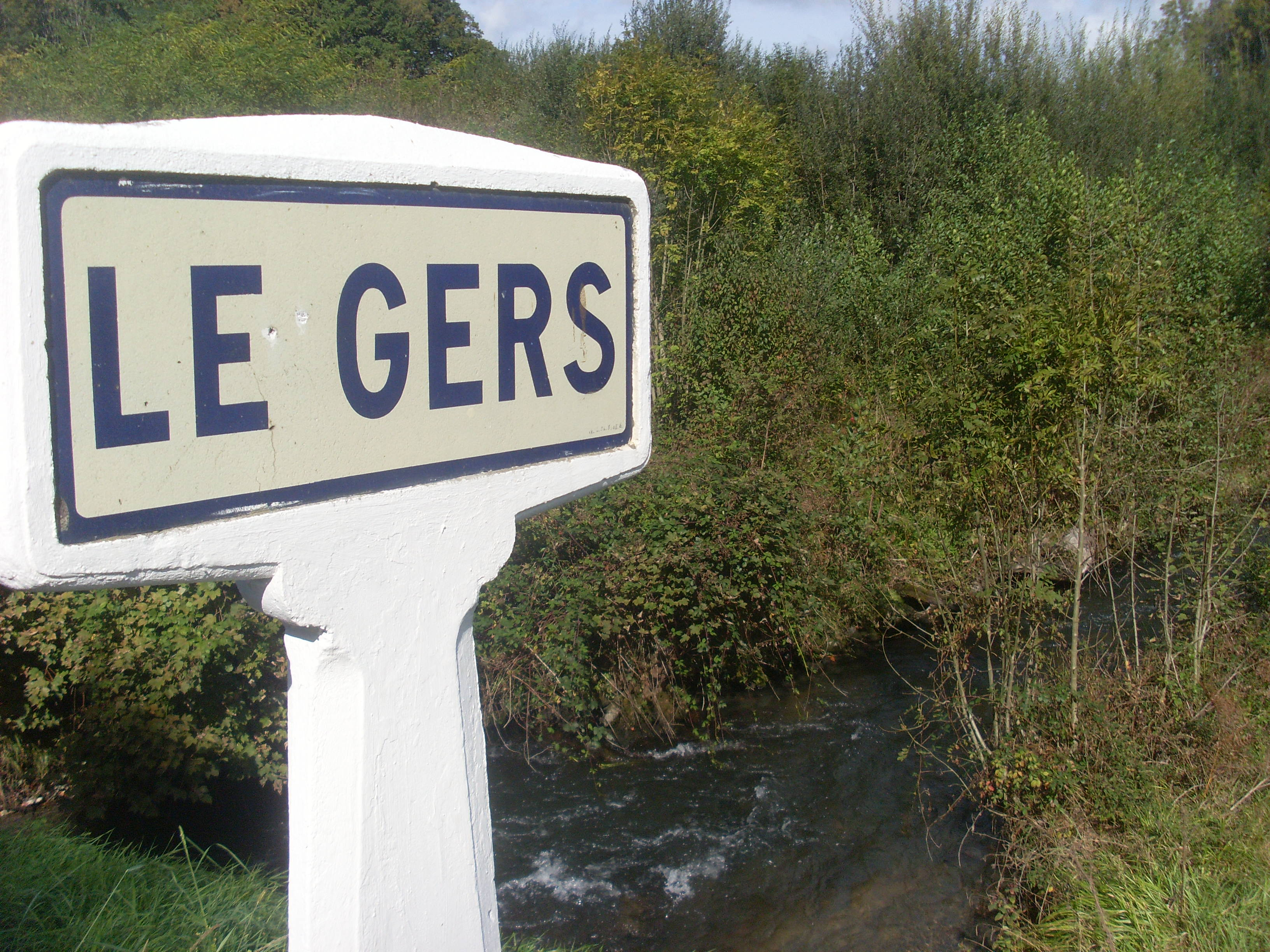
Le Gers à Lannemezan.

La longueur de son cours d'eau est de 175,4 km. Il coule globalement du sud vers le nord.
Il prend sa source sur le plateau de Lannemezan, dans les Hautes-Pyrénées, sur la commune de Lannemezan, près du lieu-dit la Lande, à 613 m d'altitude, et se jette dans la Garonne au sud d'Agen, en Lot-et-Garonne, sur la commune de Layrac, à 45 m d'altitude, à 500 mètres après être passé sous l'autoroute A62, portion de autoroute des Deux Mers, reliant Toulouse à Bordeaux.

## Départements et principales villes traversées

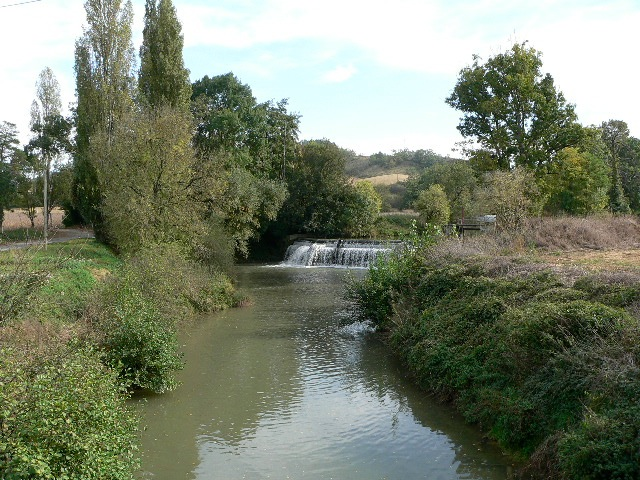
La digue sur le Gers à Ornézan.

- Hautes-Pyrénées : Lannemezan, Monléon-Magnoac
- Gers : Chélan, Panassac, Masseube, Seissan, Pavie, Auch, Preignan, Montestruc-sur-Gers, Fleurance, Lectoure
- Lot-et-Garonne : Astaffort, Layrac

## Communes et cantons traversés
Dans les trois départements du Gers, Lot-et-Garonne, Hautes-Pyrénées), le Gers traverse quarante-huit communes et onze cantons :
- de l'amont vers l'aval : Lannemezan (source), Uglas, Réjaumont, Tajan, Monlong, Lassales, Gaussan, Laran, Monléon-Magnoac, Aries-Espénan, Sariac-Magnoac, Chélan, Arrouède, Panassac, Masseube, Labarthe, Pouy-Loubrin, Seissan, Ornézan, Sansan, Orbessan, Boucagnères, Lasseube-Propre, Auterive, Pavie, Auch, Preignan, Roquelaure, Roquefort, Sainte-Christie, Puységur, Montestruc-sur-Gers, Gavarret-sur-Aulouste, Lalanne, Céran, Fleurance, Castelnau-d'Arbieu, Pauilhac, Lectoure, Castéra-Lectourois, Saint-Martin-de-Goyne, Saint-Mézard, Sempesserre, Pergain-Taillac, Astaffort, Fals, Layrac (confluence), Boé[notes 1].

Soit en termes de cantons, le Gers prend source dans le canton de Lannemezan, traverse les canton de Castelnau-Magnoac, canton de Masseube, canton d'Auch-Sud-Est-Seissan, canton de Saramon, canton d'Auch-Nord-Ouest, canton de Jegun, canton de Fleurance, canton de Lectoure, canton de Miradoux, et conflue dans le canton d'Astaffort, et jouxte le canton d'Agen-Sud-Est le tout dans les arrondissements de Bagnères-de-Bigorre, de Tarbes, de Mirande, d'Auch, de Condom et d'Agen.

## Bassin versant
Le Gers traverse quinze zones hydrographiques pour 1 127 km2 de superficie.

## Organisme gestionnaire
Le Sirep d'Auch sud est en prestation de service avec la société Trigone pour l'eau potable.

## Principaux affluents
- le Cier, de Garaison (rd), 13,7 km
- la Gèze, de Cizos puis Castelnau-Magnoac (rg), 11,7 km
- le Cédon, de Lourties-Monbrun (rg), 18,7 km
- le Sousson, de Mournède (rg), 33,9 km
- l'Arçon (rd), 18,2 km
- l'Aulouste, de Nougaroulet (rd), 20,6 km
- le Talouch, de Duran (rg), 14 km
- l'Ousse, de Préchac (rg), 10,6 km
- la Lauze, de Réjaumont (rg), 16,3 km
- l'Auchie, de Terraube (rg), 15,8 km

## Hydrologie
Le Gers est une rivière moyennement abondante, comme la plupart des cours d'eau de plaine du bassin aquitain.

### Le Gers à Layrac
Son débit a été observé durant une période de 40 ans (1967-2006), à Layrac, localité du département de Lot-et-Garonne située peu avant son confluent avec la Garonne. Le bassin versant de la rivière, Layrac et à 46 m d'altitude, y est de 1 190 km2 (soit plus de 96 % de sa totalité qui fait 1 227 km2).
Le module de la rivière à Layrac est de 7,06 m3/s.
Le Gers présente des fluctuations saisonnières de débit bien marquées, comme bien souvent dans le sud de la France. Les hautes eaux se déroulent en hiver, et se caractérisent par des débits mensuels moyens allant de 9,9 à 15,5 m3/s, de décembre à mars inclus (avec un maximum très net en février). Les mois d'avril et de mai sont des mois de transition, affichant des débits encore copieux (respectivement 9,17 et 8,31 m3/s). Les basses eaux surviennent en fin d'été et en début d'automne, de fin juillet à la mi-octobre, accompagnées d'une baisse du débit moyen mensuel jusqu'au plancher de 1,67 m3 au mois de septembre. Mais les fluctuations sont bien plus prononcées sur de courtes périodes et aussi selon les années.

### Étiage ou basses eaux
À l'étiage, le VCN3 peut chuter jusqu'à 0,300 m3 en cas de période quinquennale sèche, ce qui, quoique assez bas, n'est pas vraiment très sévère.

## Hydrographie

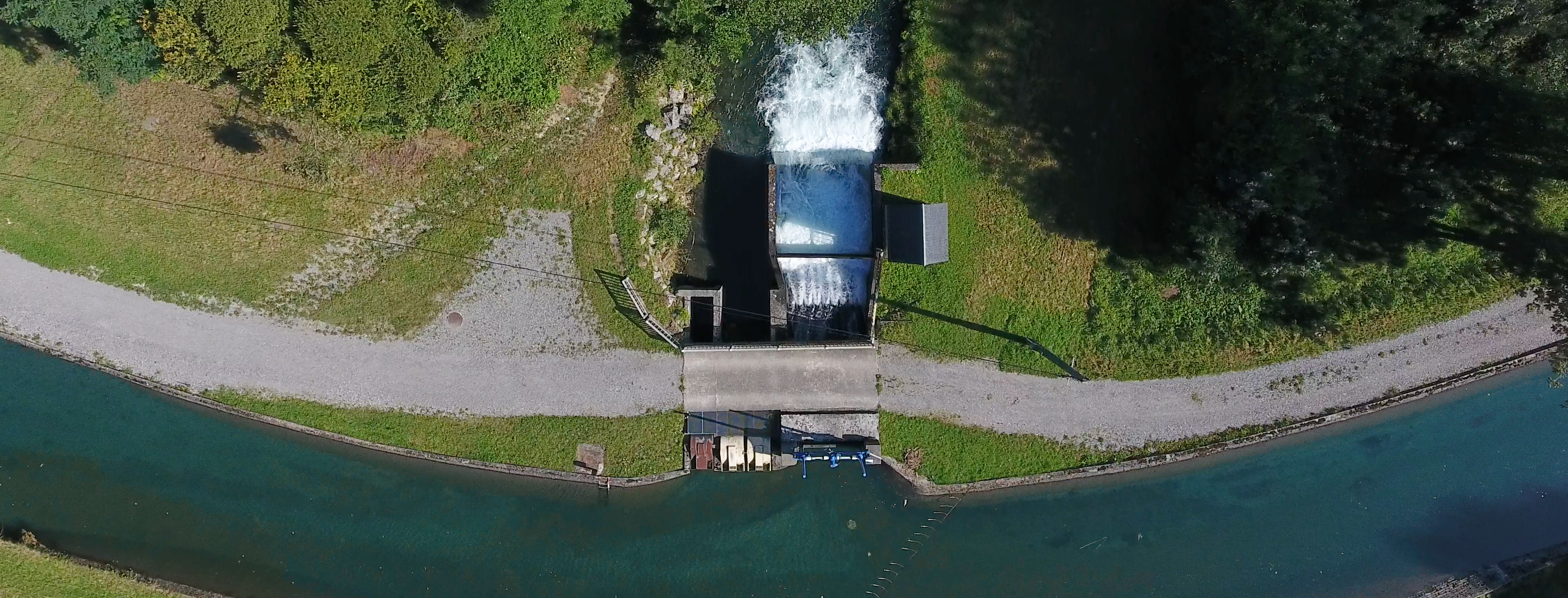
Prise d'alimentation de la rivière Gers sur le canal de la Neste à Lannemezan.

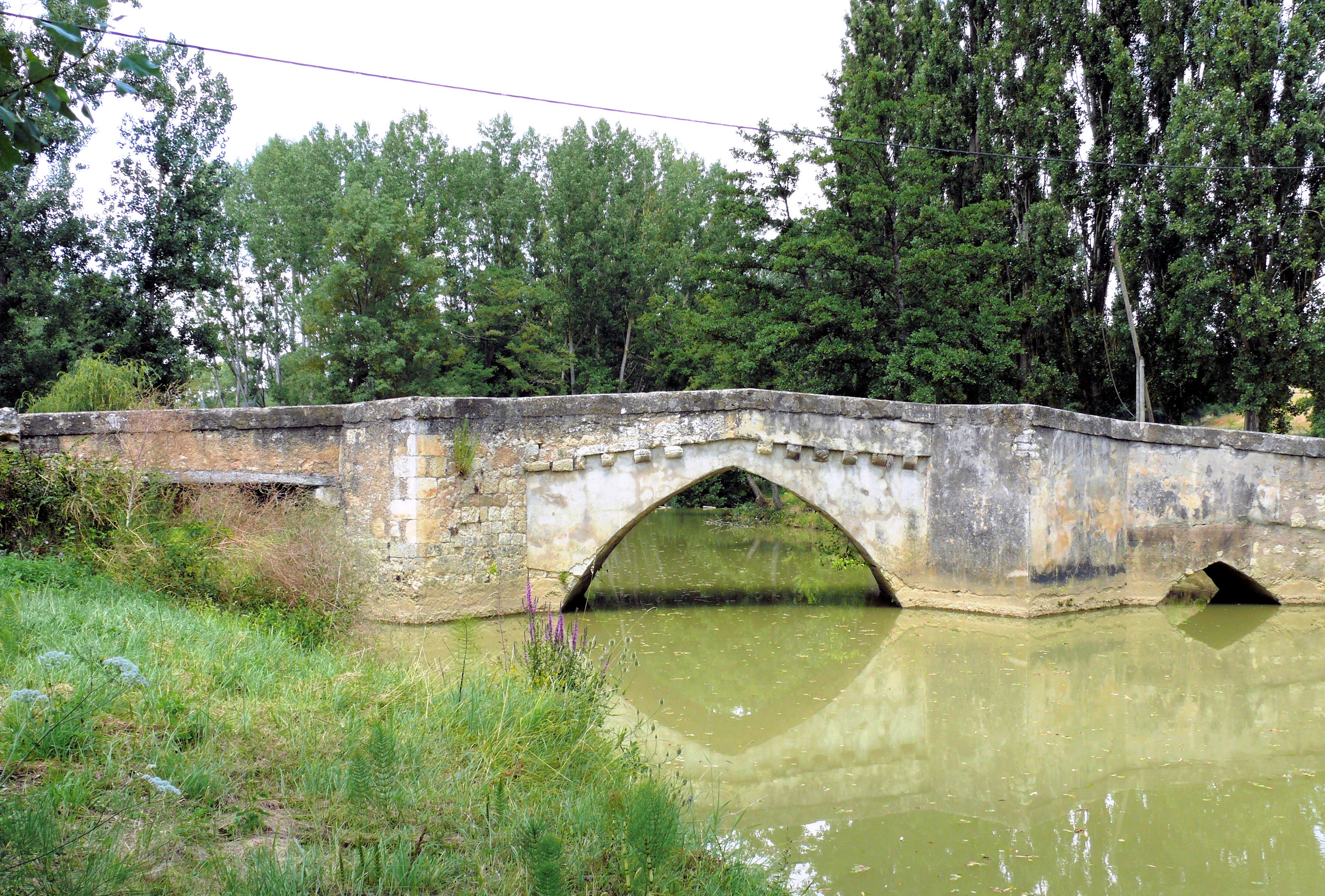
Le vieux pont de Pavie au sud d'Auch sur le Gers.

Toute l'année comme en période d'étiage, son cours est maintenu par le canal de la Neste pour l'irrigation et l'agriculture, pour les besoins d'alimentation en eau potable des villes telles que Auch, pour la vie aquatique et la salubrité du cours d'eau.

### Crues
L'alimentation pluviale explique les sautes de son débit, les crues brutales lors d'orages qui peuvent prendre, parfois, un caractère catastrophique.
Les crues peuvent être très importantes. Les QIX 2 et QIX 5  valent respectivement 110 et 180 m3. Le QIX 10 est de 230 m3/s, le QIX 20 de 270 m3 et le QIX 50 de 330 m3.
Le débit instantané maximal enregistré à la station de Layrac a été de 1 040 m3/s le 1er juillet 1977, tandis que la valeur journalière maximale était de 750 m3/s le 9 juillet de la même année. En comparant la première de ces valeurs à l'échelle des QIX de la rivière, il ressort que cette crue de juillet 1977 était radicalement supérieure au niveau de crue cinquantennale calculé par le QIX 50. Il s'agissait peut-être d'une crue millennale tout à fait exceptionnelle. En effet, le débit de crue a représenté 150 fois le débit moyen, et le débit journalier de crue, 100 fois le débit moyen
Pour se faire une idée de l'importance de ces débits, on peut les comparer à un des affluents de la Seine au sud-est de Paris, le Loing, réputé au XIXe siècle pour ses débordements, mais assez régularisé depuis. Le QIX 10 du Loing en fin de parcours vaut seulement 190 m3 (contre 230 pour le Gers) et son QIX 50 se monte à 270 m3 (contre 330 pour le Gers). L'on constate que malgré un bassin plus de trois fois moins étendu et un débit moyen de moins de moitié, le volume des crues du Gers l'emporte largement sur celles du Loing.

### Lame d'eau et débit spécifique
Le Gers est une rivière peu abondante dans le contexte du bassin aquitain. La lame d'eau écoulée dans son bassin versant est de 191 millimètres annuellement, ce qui est peu élevé, nettement inférieur à la moyenne d'ensemble de la France, et encore plus à la moyenne de la totalité du bassin de la Garonne (384 millimètres au Mas-d'Agenais). Le débit spécifique de la rivière (ou Qsp) atteint 6 litres par seconde et par kilomètre carré de bassin.

## Galerie

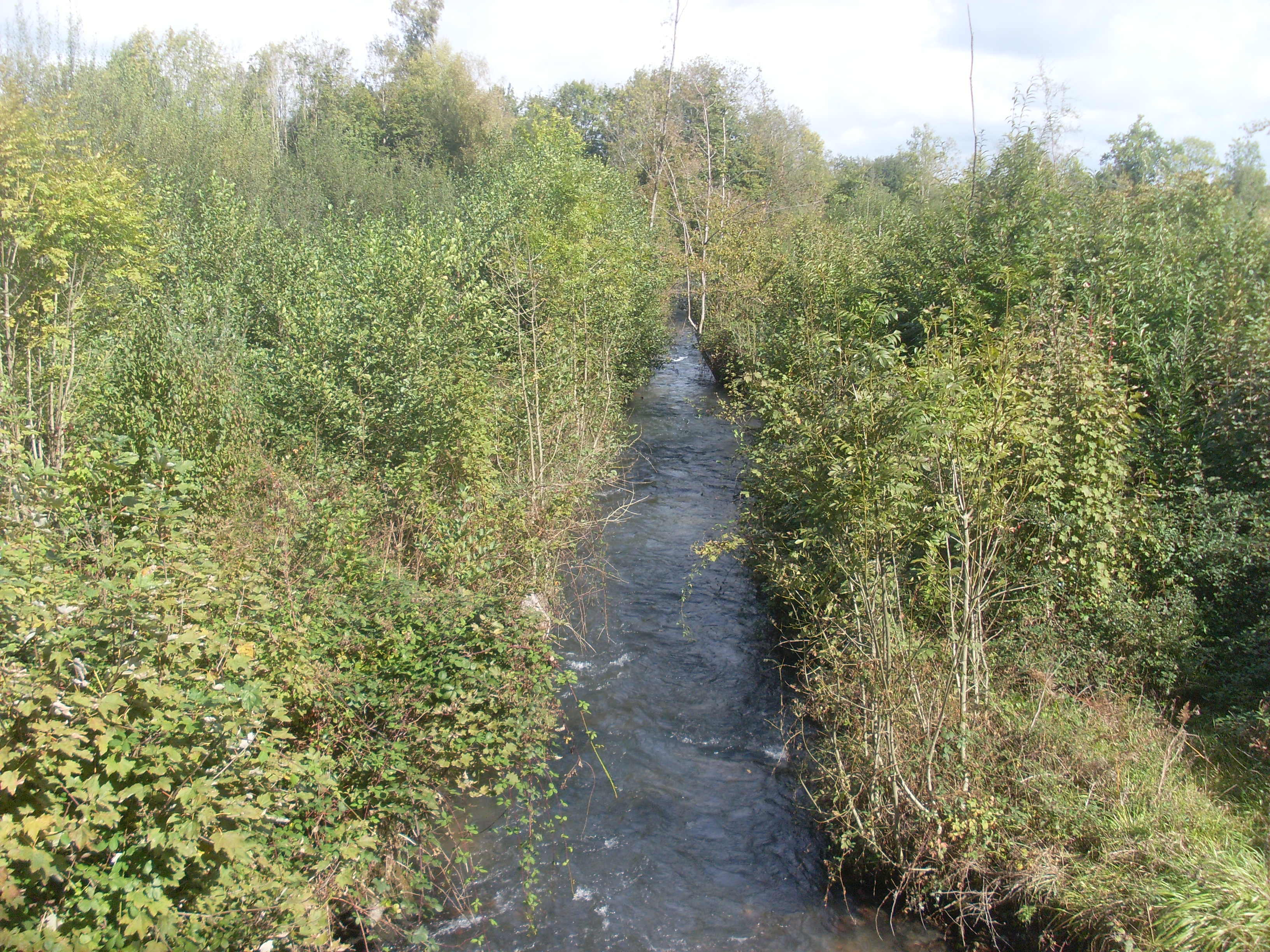
Le Gers à Lannemezan.
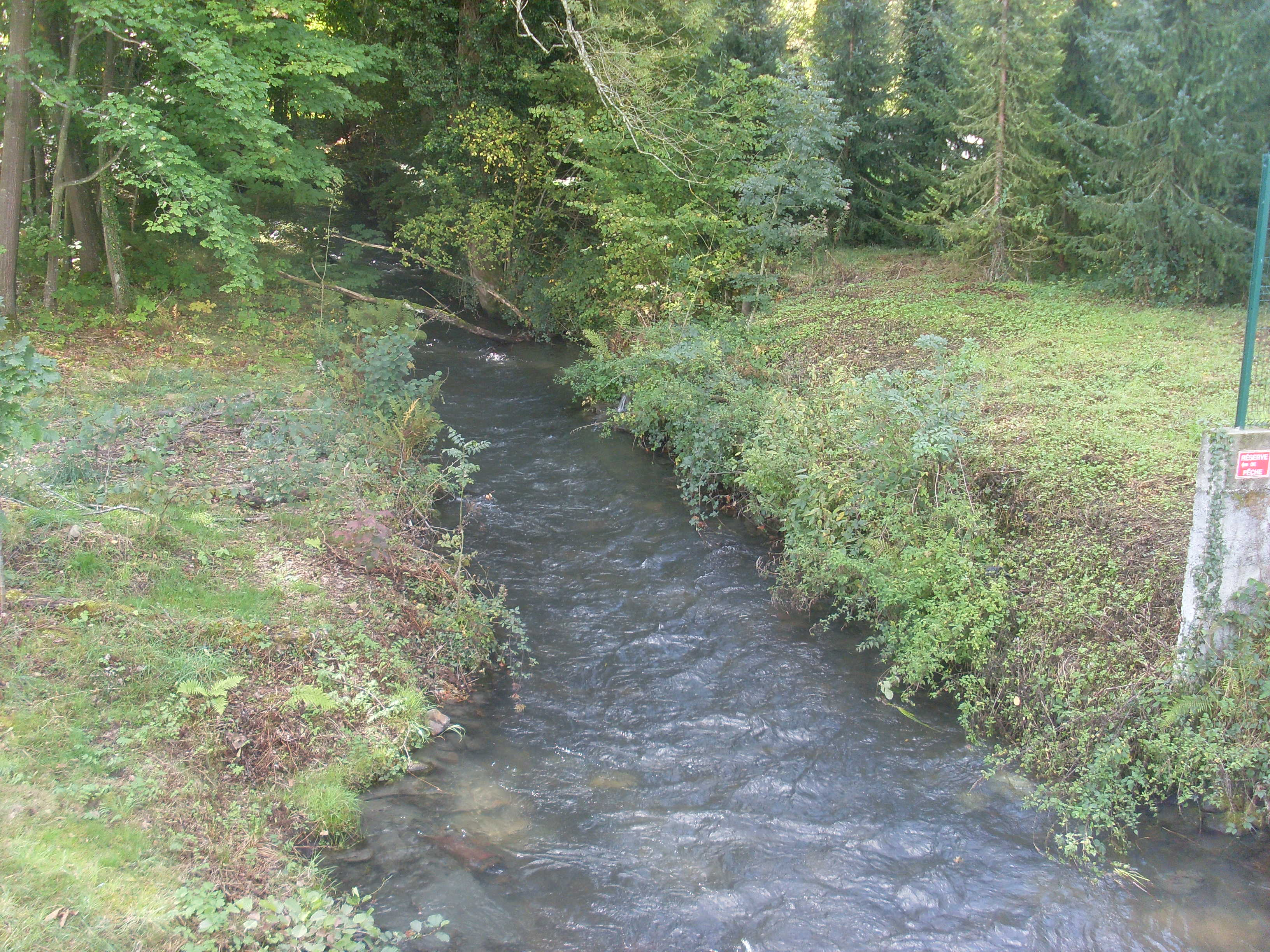
Le Gers à Lannemezan.